# Gelindo Bordin

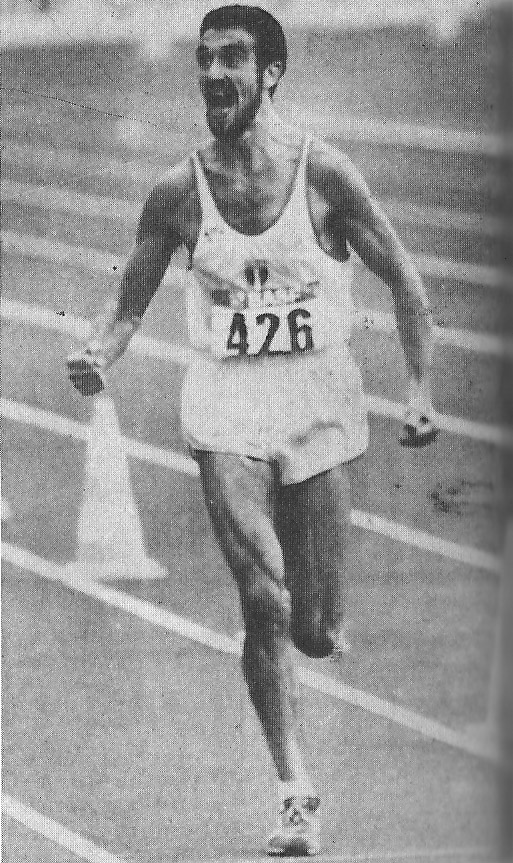
Gelindo Bordin (1986)

Gelindo Bordin (* 2. April 1959 in Longare, Provinz Vicenza) ist ein ehemaliger italienischer Langstreckenläufer, der bei den Olympischen Spielen 1988 in Seoul die Goldmedaille im Marathonlauf gewann.
Weitere sportliche Erfolge:
- Europameisterschaften 1986 in Stuttgart, Goldmedaille
- Weltmeisterschaften 1987 in Rom, Bronzemedaille
- Europameisterschaften 1990 in Split, Goldmedaille
- Sieg beim Boston-Marathon 1990 in 2:08:19 h (persönliche Bestzeit)

Nach dem Ende seiner Karriere wurde er Renndirektor beim Prag-Marathon.